# Стара општинска зграда у Мокрину
Стара општинска зграда у Мокрину jесте грађевина и споменик културе у Мокрину. За споменик културе проглашена је 1968. Налази се у друштвеном власништву.